# Вагнер, Йозеф (художник)
Йозеф Вагнер (нем. Joseph Wagner; 1706, Гестрац — 1780, Мюнхен) — немецкий живописец, рисовальщик и гравёр, мастер офорта.

## Биография
Йозеф Вагнер родился в Талендорфе в Гестраце, земля Бавария. Он изучал живопись в Венеции у Якопо Амигони, который убедил его заняться гравюрой. Вагнер сопровождал Амигони в Рим и Болонью, а в 1733 году в Англию. После этого он отправился в Париж, чтобы изучать гравюру у Лорана Карса. Затем он совершил вторую поездку в Англию, где его первыми произведениями стали портреты трёх принцесс, Анны, Амелии и Каролины, дочерей Георга II. Он гравировал ещё несколько пластин в Англии, но в 1739 году вернулся в Венецию, где основал гравёрную мастерскую, издательство и школу гравёров. В последние годы в основном занимался производством и продажей гравюр.
Его гравюры многочисленны; среди его учеников были Франческо Бартолоцци, Антонио Капеллан, Фабио Берарди и Жан Жак Флипар.
Скончался в Мюнхене в 1780 году.

## Галерея
- Осень. Бахус, фавны и танцующие нимфы. Ок.1764. По оригиналу Ф. Дзуккарелли. Офорт
- Шарлатан. 1777. Офорт, резец
- Ревекка со слугой Авраама у колодца. По оригиналу Л. Джордано. Ок. 1750. Офорт, резец
- Святой евангелист Лука. Офорт
- Святой плат. По оригиналу Я. Амигони. Между 1739 и 1747. Офорт